# Howl (album)
Howl è il terzo album in studio del gruppo musicale alternative rock statunitense Black Rebel Motorcycle Club, pubblicato nel 2005.

## Tracce
1. Shuffle Your Feet – 2:53
2. Howl – 4:20
3. Devil's Waitin' – 3:50
4. Ain't No Easy Way – 2:36
5. Still Suspicion Holds You Tight – 4:24
6. Fault Line – 2:57
7. Promise – 4:46
8. Weight of the World – 3:41
9. Restless Sinner – 3:11
10. Gospel Song – 4:31
11. Complicated Situation – 2:37
12. Sympathetic Noose – 4:17
13. The Line + Open Invitation – 8:14

## Formazione
- Peter Hayes - voce, basso, chitarra
- Robert Levon Been - basso, chitarra, voce
- Nick Jago - batteria, percussioni